# Harrison megye (Texas)
Harrison megye az Amerikai Egyesült Államokban, azon belül Texas államban található. Megyeszékhelye és legnagyobb városa Marshall. Lakosainak száma 68 839 fő (2020. április 1.).

## Szomszédos megyék
- Marion megye
- Panola megye
- Caddo megye
- Rusk megye
- Gregg megye
- Upshur megye

## Népesség
A megye népességének változása:
| Lakosok száma | 65 740 | 67 316 | 67 208 | 66 886 | 66 746 | 68 839 |
|               | 2010   | 2011   | 2012   | 2013   | 2015   | 2020   |